# Sanja Sarnavka
Sanja Sarnavka (Skoplje, 7. svibnja 1954.) je aktivistkinja za ljudska prava i ženska prava. Bivša je predsjednica udruge B.a.B.e. i Upravnog odbora Kuće ljudskih prava Zagreb.

## Životopis
Po struci je profesorica komparativne književnosti i jugoslavenskih jezika i književnosti. Pred rat i početkom rata radila je u Centru za kulturu Trešnjevka, potom kao profesorica hrvatskog u XVIII. gimnaziji u Zagrebu, a od 1994. do 1996. u Kulturno informativnom centru. U Centru za ženske studije u Zagrebu pet je godina vodila kolegij o medijima Iskrivljeni odrazi. Od 1996. do 2000. radila je kao predavačica na Sveučilištu VERN', a od 1998. do 2000. kao programska koordinatorica u Hrvatsko-američkom društvu.
Od 1996. do 2017. godine zaposlena je u udruzi B.a.b.e. – Budi aktivna. Budi emancipiran, najprije kao koordinatorica, a zatim predsjednica. Tijekom karijere producirala je nekoliko dokumentarnih filmova, radijskih emisija i video spotova te osmislila, organizirala i/ili sudjelovala u više istraživanja na nacionalnoj i međunarodnoj razini vezana uz ravnopravnost spolova, nasilje nad ženama te žene i medije. Sudjelovala je kao istraživačica na tri projekta Europskog instituta za rodnu ravnopravnost), u izradi izvještaja Global Media Monitoring za Hrvatsku (2000., 2005. i 2010.), na projektu RESpondIng to outbreaks through co-creaTIve sustainable inclusive equality stRatEgies i dr.
Bila je članica Vijeća za građanski nadzor sigurnosno-obavještajnih agencija (2008. - 2015.), članica Odbora za ljudska prava i prava nacionalnih manjina Hrvatskog sabora i članica Savjeta Agencije za temeljna ljudska prava Europske unije.
Potpisnica je Deklaracije o zajedničkom jeziku, u kojoj se tvrdi da se u Hrvatskoj, Bosni i Hercegovini, Srbiji i Crnoj Gori govore nacionalne standardne varijante zajedničkog policentričnog standardnog jezika.
Hrvatska udruga za odnose s javnošću (HUOJ) 2013. joj je dodijelila nagradu Grand PRix za Komunikatoricu godine.
Nakon odlaska u mirovinu ostala je aktivna u nekim građanskim inicijativama, a posebno u Zakladi Solidarna, čija je suosnivačica te predsjednica Zakladne uprave.
Gradska skupština Zagreba proglasila ju je u ožujku 2024. Zagrepčankom godine za hrabar i predan rad na pravima žena i rodnoj ravnopravnosti.

## Izbor publikacija
- Analiza medijskog izvještavanja o slučajevima femicida: 2012. - 2016. Zagreb: Ženska soba - centar za seksualna prava, 2018.
- Rodna ravnopravnost. Kurikulum modula za nastavu rodne ravnopravnosti. Zagreb: B.a.B.e., 2013.
- Putevima diskriminacije. Zagreb: B.a.B.e., 2009.|
- A 'ko joj je kriv!: nasilje nad ženama u ratu i miru, urednica. (II. izmijenjeno izdanje). Zagreb: B.a.B.e., 2008.
- Nevinost bez zaštite: "ženska" percepcija medijskih sadržaja. Sanja Sarnavka i Suzana Kunac. Zagreb: B.a.B.e., 2006.
- Put do vlastitog pogleda. Kako čitati, slušati i razumjeti medijske tekstove i medijsku kulturu. Zagreb: B.a.B.e., 2006.
- Analiza dnevnih novina - Žene i mediji. Zagreb: B.a.B.e., 1998.

## Prijevodi
- Sestrica, Raymond Chandler. Zagreb: Spektar, 1984.
- Vrućica, Robin Cook. Zagreb: Spektar, 1984.
- Šarm i kako ga steći, Ann Jellicoe. Zagreb: Akademija za kazalište, film i televiziju, 1985.
- Afrička mitologija, Geoffrey Parrinder. Opatija: Otokar Keršovani, 1987.
- Evropska mitologija, Jacqueline Simpson. Opatija: Otokar Keršovani, 1988.
- Harem, Diane Carey. Opatija: Otokar Keršovani, 1989.